# Finanza creativa
La finanza creativa è una locuzione di recente coniazione che indica, spesso anche ironicamente, un insieme di manovre finanziarie atte a risolvere con rapidità e con successo situazioni compromesse o bisognose di una rapida crescita. Tali manovre hanno lo scopo di attrarre finanziatori e investimenti proponendo alti tassi di interesse congiuntamente ad alti rischi finanziari. Perciò vengono creati titoli altamente variegati ed internamente eterogenei (ovvero spezzettati, "mescolati" ad hoc e ricomposti) con lo scopo principale di apparire solidi e convenienti. Tale procedura viene spesso svolta in malafede quando non in modo illegale, oppure entro il limite "sfumato" della legalità ma con lo scopo precipuo di imbrogliare l'investitore o di tenere nascosti quei fatti che ridurrebbero il valore del titolo stesso.
Spesso il termine viene utilizzato in maniera dispregiativa da parte dei detrattori nei confronti di quei professionisti che talvolta sono chiamati ad amministrare ingenti patrimoni o assolvono a ruoli istituzionali.
Col termine finanza creativa si indicano anche una serie di pratiche di intermediazione finanziaria, tese alla vendita di strumenti privi di valore di mercato. L'investitore non sempre è consapevole a sufficienza dei rischi dello strumento o del suo valore reale, ed è truffato dall'intermediario e dall'emittente.
L'emittente cede a terzi un credito inesigibile, ovvero realizza un guadagno che serve a coprire perdite precedenti.